# Ragni Malmstén
Ragni Malmstén (2 de octubre de 1933-25 de mayo de 2002) fue una cantante y actriz finlandesa. 

## Biografía
Su nombre completo era Ragni Marita Malmstén, y nació en Helsinki, Finlandia, siendo su padre Georg Malmstén y su tío Eugen Malmstén. Cursó estudios en la Academia Sibelius, pero decidió dedicarse a la música ligera. Grabó sus primeros discos en 1954, interpretando en sus comienzos canciones infantiles, así como temas de Mickey Mouse, tal y como ya había hecho su tía Greta Pitkänen. Entre sus canciones infantiles figuran Neljä kissanpoikaa y Kissankulman kauhu, Eemeli.
Algunos de sus éxitos de los años 1960 fueron Tuska (versión del tema de Mikis Theodorakis Kaimos), Unohtumaton Elmeri, Aaltoskan haitariswing,  Riepumatto y  Tango ruohikolla.
En 1975 lanzó el álbum Vain hetkeä mä sulta pyydän, que incluía su exitoso tema Mä laihdutan.
Uinu lapsein (1983) fue una colección de canciones de cuna. El disco Vardagsmorgonin, lanzado en 1991, fue grabado en sueco. 
Malmstén fue también actriz televisiva, actuando al final de su trayectoria en emisiones infantiles de la emisora Yle TV1 .
Ragni Malmstén falleció en Helsinki en el año 2002. Había estado casada con el trompetista Erkki Karjalainen.

## Álbumes
- 1975 : Vain hetkeä mä sulta pyydän
- 1975 : Varios artistas: 16 tähteä – 16 iskelmää
- 1981 : Kolme Malmstenia
- 1983 : Uinu lapsein
- 1991 : Vardagsmorgon
- 1999 : Unohtumattomat
- 2002 : 20 suosikkia: Riepumatto